# National Super League Limited Over Tournament 2023/24
Das National Super League Limited Over Tournament 2023/24 war die elfte Saison des nationalen One-Day-Cricket-Wettbewerbes in Sri Lanka. Das Turnier wurde zwischen dem 23. Februar und 10. März 2024 ausgetragen. Im Finale konnte sich Dambulla gegen den Kandy mit 19 Runs durchsetzen.

## Format
Die fünf Mannschaften spielten in einer Gruppe jeweils jeder gegen jeden ein Mal. Für einen Sieg gab es zwei Punkte, für ein Unentschieden oder No Result einen und für eine Niederlage keinen Punkt. Die zwei Bestplatzierten jeder Gruppe qualifizierten sich für das Finale.

## Gruppenphase
Tabelle
|          | Sp. | S | N | NR | P | NRR    |
| -------- | --- | - | - | -- | - | ------ |
| Dambulla | 4   | 3 | 1 | 0  | 6 | +0.233 |
| Kandy    | 4   | 2 | 2 | 0  | 4 | +0.791 |
| Jaffna   | 4   | 2 | 2 | 0  | 4 | −0.087 |
| Galle    | 4   | 2 | 2 | 0  | 4 | −0.570 |
| Colombo  | 4   | 1 | 3 | 0  | 2 | −0.279 |

Spiele
| 23. Februar Scorecard | Pallekele | Galle 146 (44.4)            | – | Kandy 147-2 (23.2) |
|                       |           | Kandy gewinnt mit 8 Wickets |   |                    |

| 23. Februar Scorecard | Dambulla | Jaffna 310-6 (50)             | – | Colombo 312-7 (47.3) |
|                       |          | Colombo gewinnt mit 3 Wickets |   |                      |

| 26. Februar Scorecard | Pallekele | Colombo 261-9 (50)             | – | Dambulla 263-7 (48.4) |
|                       |           | Dambulla gewinnt mit 3 Wickets |   |                       |

| 26. Februar Scorecard | Dambulla | Kandy 359-7 (50)            | – | Jaffna 360-9 (48.5) |
|                       |          | Jaffna gewinnt mit 1 Wicket |   |                     |

| 29. Februar Scorecard | Pallekele | Dambulla 241 (48.3)        | – | Galle 242-9 (47.1) |
|                       |           | Galle gewinnt mit 1 Wicket |   |                    |

| 29. Februar Scorecard | Dambulla | Colombo 215 (46.4)          | – | Kandy 221-4 (42) |
|                       |          | Kandy gewinnt mit 6 Wickets |   |                  |

| 3. März Scorecard | Colombo (RPS) | Galle 288-7 (50)             | – | Jaffna 289-6 (48.3) |
|                   |               | Jaffna gewinnt mit 4 Wickets |   |                     |

| 3. März Scorecard | Hambantota | Kandy 201 (48.3)               | – | Dambulla 204-7 (43) |
|                   |            | Dambulla gewinnt mit 3 Wickets |   |                     |

| 6. März Scorecard | Colombo (RPS) | Galle 188 (38.3)          | – | Colombo 174 (18.4) |
|                   |               | Galle gewinnt mit 14 Runs |   |                    |

| 6. März Scorecard | Hambantota | Jaffna 218-8 (50)              | – | Dambulla 219-8 (47.1) |
|                   |            | Dambulla gewinnt mit 2 Wickets |   |                       |

## Finale
| 10. März Scorecard | Colombo (RPS) | Dambulla 332-4 (50)          | – | Kandy 313 (45.3) |
|                    |               | Dambulla gewinnt mit 19 Runs |   |                  |